# Isabella Pallavicini
Isabella Pallavicini, död 1286, var regerande markisinna av markisatet Bodonitsa 1278-1286. 
Hon efterträdde sin bror Ubertino Pallavicini. 
Hon avled utan arvingar och hennes död ledde till en tronföljdskris om rätten till Bodonitsa. 